# La Pareja
La Pareja är en ort i Mexiko.   Den ligger i kommunen Arteaga och delstaten Michoacán de Ocampo, i den södra delen av landet, 300 km väster om huvudstaden Mexico City. La Pareja ligger 510 meter över havet och antalet invånare är 476.
Terrängen runt La Pareja är huvudsakligen kuperad. La Pareja ligger nere i en dal. Runt La Pareja är det mycket glesbefolkat, med 7 invånare per kvadratkilometer. Närmaste större samhälle är Las Cañas, 16,3 km öster om La Pareja. I omgivningarna runt La Pareja växer huvudsakligen savannskog.